# Tag (metadata)
Tag-ul este un termen folosit în sistemele de informații, care reprezintă un cuvânt-cheie sau termen folosit la asignarea unei bucăți de informație, cum ar fi o poză digitală, un fișier sau un bookmark. Această metadata ajută la descrierea unui obiect sau la căutarea și găsirea mai rapidă a unor informații.
Termenul a fost introdus de paginile web care folosesc tehnologia Web 2.0 și este un aspect important al serviciilor de 2.0.